# Серых, Григорий Афанасьевич
Григорий Афанасьевич Серых (1906—1945) — Гвардии старший лейтенант Рабоче-крестьянской Красной Армии, участник Великой Отечественной войны, Герой Советского Союза (1945).

## Биография
Григорий Серых родился 15 сентября 1906 года в селе Берёза (ныне — Дмитриевский район Курской области). Окончил семь классов школы. В 1942 году Серых был призван на службу в Рабоче-крестьянскую Красную Армию. Окончил Сталинградское военно-политическое училище и Буйнакское пехотное училище. С 1943 года — на фронтах Великой Отечественной войны.
К январю 1945 года гвардии старший лейтенант Григорий Серых командовал миномётным взводом 178-го гвардейского стрелкового полка 58-й гвардейской стрелковой дивизии 34-го гвардейского стрелкового корпуса 5-й гвардейской армии 1-го Украинского фронта. Отличился во время освобождения Польши. В ночь с 24 на 25 января 1945 года взвод Серых одним из первых переправился через Одер в районе деревни Эйзенау (ныне Żelazna, гмина Домброва, Опольский повят, Опольское воеводство, Польша) к северу от Оппельна и принял активное участие в боях за захват и удержание плацдарма на его западном берегу, уничтожив 1 противотанковое орудие, 8 пулемётов и большое количество вражеских солдат и офицеров. 16 апреля 1945 года Серых погиб в бою за населённый пункт Кёбельн севернее города Бад-Мускау (земля Саксония, округ Дрезден, район Гёрлиц). Похоронен на советском воинском кладбище в городе Бад-Мускау.
Указом Президиума Верховного Совета СССР от 27 июня 1945 года гвардии старший лейтенант Григорий Серых посмертно был удостоен высокого звания Героя Советского Союза. Также был награждён орденом Ленина и двумя орденами Отечественной войны 2-й степени.